# ナザレのイエス (映画)
『ナザレのイエス』（Jesus of Nazareth）は、1977年に制作されたイタリア・イギリスのテレビ映画。オリジナルは6時間22分。
イエス・キリストの生涯をナレーション付きのダイジェストで描く。フランコ・ゼフィレッリ監督。
日本では1980年8月2日に東宝東和の配給で劇場公開された（上映時間195分）。
その後、2003年にいのちのことば社からDVDがオリジナルの完全版で発売されている。

## キャスト
- イエス・キリスト：ロバート・パウエル（吹替:家中宏）
- マリア：オリヴィア・ハッセー（吹替:たかはし智秋）
- アリマタヤのヨセフ：ジェームズ・メイソン（吹替:髙階俊嗣）
- マグダラのマリア：アン・バンクロフト（吹替:山門久美）
- 百人隊長コルネリウス：アーネスト・ボーグナイン（吹替:原田正夫）
- ペトロ：ジェームズ・ファレンティノ（吹替:野中秀哲）
- バルタザール：ジェームズ・アール・ジョーンズ - 東方の三博士（吹替:野中秀哲）
- バラバ：ステイシー・キーチ（吹替:朝倉栄介）
- イスカリオテのユダ：イアン・マクシェーン（吹替:望月健一）
- ニコデモ：ローレンス・オリヴィエ（吹替:望月健一）
- メルキオル：ドナルド・プレザンス - 東方の三博士（吹替:ヤスヒロ）
- 大祭司カヤパ：アンソニー・クイン（吹替:野中秀哲）
- ガスパール：フェルナンド・レイ - 東方の三博士（吹替:朝倉栄介）
- ピラト：ロッド・スタイガー（吹替:髙階俊嗣）
- ヘロデ大王：ピーター・ユスティノフ（吹替:髙階俊嗣）
- 洗礼者ヨハネ：マイケル・ヨーク（吹替:原田正夫）
- イェフダ：シリル・キューザック（吹替:望月健一）
- ゼラ：イアン・ホルム（吹替:ヤスヒロ）
- ナザレのヨセフ：ヨルゴ・ボヤジス（吹替:関通利）
- 姦通の女：クラウディア・カルディナーレ（吹替:岡田佐知恵）
- ヘロデヤ：ヴァレンティナ・コルテーゼ（吹替:岡田佐知恵）
- ヘロデ・アンティパス：クリストファー・プラマー（吹替:山形匠）
- 抱神者シメオン：ラルフ・リチャードソン（吹替:野中秀哲）
- エリサベツ ： マリナ・ベルティ（吹替:岡田佐知恵）
- ベタニアのマルタ ： マリア・カルタ（吹替:たかはし智秋）
- クィンティリウス ： トニー・ロビアンコ（吹替:清田和彦）
- アモス ： イアン・バネン（吹替:朝倉栄介）
- ルキウス ： サイモン・マッコーキンデール
- 生まれつきの盲人 ： レナート・ラシェル（吹替:関通利）

## スタッフ
- 監督　：　フランコ・ゼッフィレッリ
- 脚本　：　アンソニー・バージェス、スーゾ・チェッキ・ダミーコ、フランコ・ゼッフィレッリ
- 撮影　：　デヴィッド・ワトキン、アルマンド・ナンヌッツィ
- 音楽　：　モーリス・ジャール

## DVD リリース
- 『ナザレのイエス』　カラー2枚組 371min.(2003年8月20日発売)  いのちのことば社／ライフ企画
  - 映像　4：3　スタンダードサイズ
  - 音声1．オリジナル英語／モノラル
  - 音声2．日本語吹き替え／モノラル

## 参考資料
- DVD 『ナザレのイエス』　いのちのことば社／ライフ企画。